# Tadeusz Daniszewski
Tadeusz Daniszewski (Geburtsname: Dawid Kirszbraun; * 10. Juni 1904 in Warschau; † 9. August 1969 ebenda) war ein Politiker der Polnischen Vereinigten Arbeiterpartei PZPR (Polska Zjednoczona Partia Robotnicza) in der Volksrepublik Polen.

## Leben

### Parteifunktionär, Haftstrafen und Zweiter Weltkrieg
Tadeusz Daniszewski stammte aus einer jüdischen Familie und wurde als Dawid Kirszbraun als Sohn von Stanisław Kirszbraun und dessen Ehefrau Anna geboren. Er besuchte das Gymnasium der Kaufmannsversammlung in Warschau, wo er seine gesellschaftliche und politische Tätigkeit begann. In den Jahren von 1918 bis 1919 beteiligte er sich an der Organisation der ersten, noch lockeren Kreise der kommunistischen Jugend und war danach zwischen 1919 und 1920 aktives Mitglied in den Studentenklubs „Samopomoc“ und „Samokształcenie“ sowie in den Arbeiterjugendklubs im Warschauer Stadtbezirk Wola und in Powiśle, einem Unterbezirk des Warschauer Stadtbezirks Śródmieście. Er trat 1921 der Kommunistischen Arbeiterpartei Polens KPRP (Komunistyczna Partia Robotnicza Polski) bei, die seit 1925 den Namen Kommunistische Partei Polens KPP (Komunistyczna Partia Polski) trug. Ende 1928 wurde er Sekretär des KPP-Komitees in Krakau, woraufhin er sich zwischen 1929 und 1930 in der Sowjetunion aufhielt. Dort war er Dozent an der Parteischule sowie Mitarbeiter des Exekutivkomitees der Kommunistischen Internationale, der sogenannten „Komintern“. Er nahm im August 1930 am 5. Kongress der KPP in Peterhof teil und wurde nach seiner Rückkehr nach Polen viele Male wegen kommunistischer Aktivitäten verhaftet. Zuletzt wurde er am 24. Januar 1938 durch ein Warschauer Gericht ohne Anrechnung seiner bisherigen Haft im Gefängnis Bereza Kartuska zu einer zwölfjährigen Kerkerstrafe verurteilt, die er wie viele politische Gefangene und Regimegegner im Gefängnis von Rawicz verbüßte.
Nach dem Überfall auf Polen durch die deutsche Wehrmacht im Zweiten Weltkrieg und seiner Haftentlassung im September 1939 engagierte sich Daniszewski unter den Tarnnamen „Bolek“, „Jan“, „Lutek“ und „Tadek“ im Widerstand gegen die Besatzungsmacht. Kurz darauf gelang es ihm, in die Sowjetunion zu fliehen. Dort war er von 1940 bis 1941 Chefredakteur des Polnischen Staatlichen Literaturverlags für Fremdsprachen und arbeitete dann bis 1942 in der Politischen Hauptverwaltung der Roten Armee. Anschließend war er zwischen 1943 und 1944 verantwortlicher Redakteur des Rundfunksenders „Tadeusz Kościuszko“.

### Direktor der Parteihochschule, ZK-Mitglied und Polnischer Oktober 1956

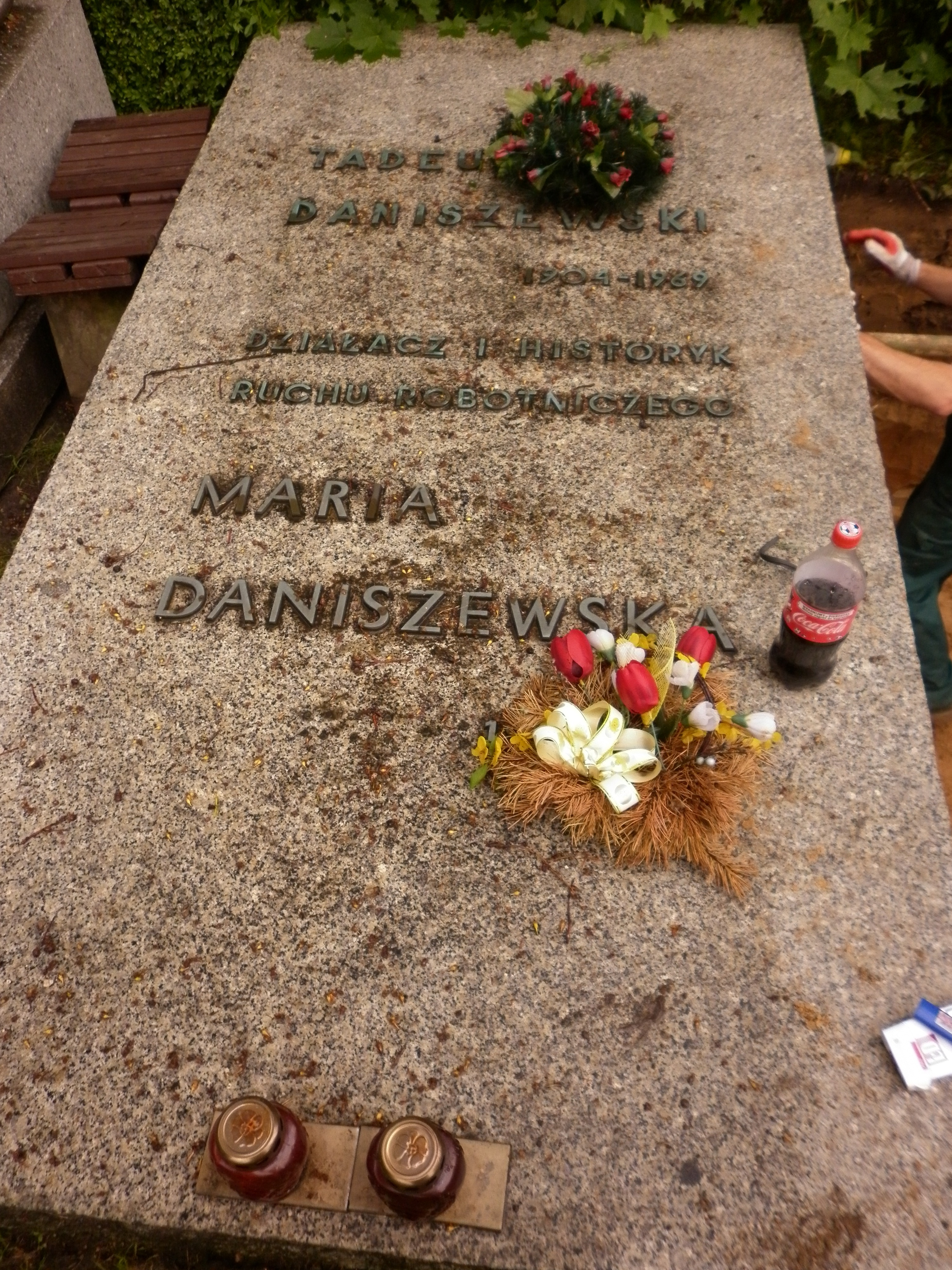
Grabstätte auf dem Warschauer Powązki-Militärfriedhof

Im November 1944 trat Tadeusz Daniszewski der Polnischen Arbeiterpartei PPR (Polska Partia Robotnicza) bei, die am 5. Januar 1942 im Untergrund in Warschau gegründet wurde. Daraufhin wurde er im November 1944 auch Direktor der Zentralen Parteischule der PPR, die sich zunächst in Lublin und daraufhin zwischen Januar 1945 und Mai 1948 in Łódź befand. Nach dem neuerlichen Umzug war er zwischen Mai und Dezember 1948 Direktor der Parteihochschule des Zentralkomitees (ZK) der PPR in Warschau. 
Auf dem I. (Gründungs-)Parteitag der Polnischen Vereinigten Arbeiterpartei PZPR (Polska Zjednoczona Partia Robotnicza) (15. bis 22. Dezember 1948) wurde er Mitglied des ZK der PZPR und gehörte diesem Führungsgremium der Partei nach seinen Bestätigungen auf dem II. Parteitag (10. bis 17. März 1954), auf dem III. Parteitag (10. bis 19. März 1959) sowie auf dem IV. Parteitag (15. bis 20. Juni 1964) bis zum V. Parteitag (11. bis 16. November 1968) an. Er war ferner zwischen dem 15. Dezember 1948 und dem 13. Mai 1950 weiterhin Direktor der Parteihochschule des ZK der PZPR. Daneben wurde er am 15. Dezember 1948 auch Leiter der ZK-Abteilung für Parteigeschichte und hatte auch diese Funktion fast zwanzig Jahre lang bis zum 6. Juni 1968 inne.
Während der Zeit des Polnischen Oktober 1956 gehörte Tadeusz Daniszewski im Machtkampf innerhalb der PZPR der nach einem Komplex modernistischer Mietshäuser in der Ul. Puławska 24 und 26 in Warschau benannten „Pulawy“-Gruppe (Puławianie) unter Führung von Roman Zambrowski und Leon Kasman an, die hauptsächlich aus Intellektuellen und Aktivisten bestand, die im ersten Jahrzehnt Volkspolens aktiv waren. Die Pulawy-Fraktion stand in Opposition zur Natolin-Fraktion um Zenon Nowak, Wiktor Kłosiewicz, Hilary Chełchowski, Aleksander Zawadzki, Władysław Kruczek, Władysław Dworakowski, Kazimierz Mijal, Franciszek Mazur, Bolesław Rumiński, Franciszek Jóźwiak und Stanisław Łapot, die gegen die Liberalisierung des kommunistischen Systems war, und die nationalistische und antisemitische Parolen proklamierte, um in der PZPR an die Macht zu kommen.
Daniszewski war ferner stellvertretender Vorsitzender des Komitees für Historische Wissenschaften, Mitglied des Wissenschaftlichen Rates des Historischen Instituts und des Instituts für Polnisch-Russische Beziehungen der Polnischen Akademie der Wissenschaften PAN (Polska Akademia Nauk). Er wurde nach seinem Tode auf dem Warschauer Powązki-Militärfriedhof beigesetzt.

## Veröffentlichungen
- Historia ruchu robotniczego w Polsce. Stenogram wykładu, 1950
- Uchwały i rezolucje, 1954
- Rewolucja 1905–1907 roku na ziemiach polskich. Materialy i studia, Mitherausgeber Żanna Kormanowa, Bronislaw Krauze, 1955
- SDKPiL w rewolucji 1905 roku. Zbior publikacj i, 1955
- Sotsial-demokratiia Polski i Litvy v revoliutsii 1905 g, 1956